# ブレンド米
ブレンド米（ブレンドまい）とは、販売されている米で複数の品種が混合されているものをさす。複数原料米とも呼ばれる。ブレンドすることで味、品質、価格を調整する効果がある。海外から輸入された外国産の米と日本の国産米のブレンド米も存在する。包装されたブレンド米については内訳などを「玄米及び精米品質表示基準」に従って表示する事がJAS法で義務付けられている。外食チェーンの中には外国産とのブレンド米を導入する事で価格を引き下げるという戦略をとっているところが存在する。1993年米騒動の時にはジャポニカ米とインディカ米（タイ米）のブレンド米という商品が出たが、炊き方が全く違う品種のブレンドであったため食味が悪く不評に終わった。
上記のように低価格化や国際米不足を補うことを目的としたブレンド米以外に、香り、粘り、甘さなどを兼ね備えたり、飯と料理との相性を良くしたりするためのブレンド米もある。高級飲食店の注文に合わせて米穀業者が調整して、納品することもある。